# Matt Skelhon
Matthew James Skelhon (nacido el 30 de octubre de 1984) es un deportista paralímpico británico.  En los paralímpicos de verano de 2008, ganó la medalla de oro en el evento de rifle de aire, clasificación SH1, a 10 metros.

## Biografía
Skelhon perdió el uso de sus piernas debido a un accidente automovilístico. Compite en la clasificación paralímpica SH1, para competidores de pistola y rifle que no requieren un soporte de tiro. Comenzó a disparar de manera competitiva cuando se unió a la Asociación Discapacitada de Objetivos de Gran Bretaña en abril de 2006. Dos meses después ganó una medalla de plata en los campeonatos nacionales. Se convirtió en miembro de Whittlosey Rifle Club y fue nombrado como parte de un escuadrón de tiro de cuatro hombres para representar a Gran Bretaña en los Juegos Paralímpicos de verano de 2008. En los juegos compitió en dos eventos; rifle de aire masculino y rifle de aire mixto. Terminó en la posición número 18 entre los 26 atletas en la ronda de calificación del rifle de aire sin avanzar a la medalla. A su regreso de los juegos a su hogar, el pueblo de Stilton, fue recibido por más de 200 amigos, familiares y fanáticos con las calles cubiertas con globos y pancartas. En diciembre de 2008, se le otorgó el destacado premio de logros individuales en la decimotercera versión de los premios británicos deportivos. En 2009, ganó una medalla de oro en rifle de aire de 10 m SH1 y una de plata en rifle de aire de 10 m de pie SH1 en el abierto polaco y otras cuatro de plata en el Campeonato Nacional de Tiro WheelPower. Compitiendo junto con Nathan Milgate y Deanna Coates, Skelhon consiguió la medalla de oro en equipo en la competición de rifle de aire a 10 m SH1 durante la Copa Mundial 2010 realizada en Turquía. En el mismo evento ganó la medalla de plata en rifle de aire de 10 m rifle sh1 y la de bronce en rifle de objetivo en caída sh1.